# Taupye
Taupye est une ville du Botswana.